# WordPress.com
WordPress.com es una plataforma de construcción web para autopublicación que es popular para blogs y otros trabajos. Es propiedad y es operada por Automattic, Inc. Funciona con una versión modificada del software WordPress. Este sitio web proporciona alojamiento de blogs gratuito para usuarios registrados y recibe apoyo financiero a través de mejoras pagas, servicios "VIP" y publicidad.
Aunque Automattic es una de las muchas empresas que contribuyen al proyecto WordPress, ni ella ni WordPress.com están afiliadas al software/proyecto de WordPress o a la Fundación WordPress.
No requiere de ningún tipo de registro para leer o comentar en los blogs alojados en el sitio, salvo que así lo decida el propietario. El registro solo es obligatorio para crear blogs y publicar artículos, y es gratuito en su versión básica. Algunas características avanzadas son de pago a través de su servicio VIP, como el mapeo de dominios, la edición de CSS, la eliminación de anuncios, el aumento del espacio de almacenamiento y la posibilidad de alojar audio y video.
En agosto de 2017 WordPress.com añadió la posibilidad de instalar temas y plugins de terceros dentro de sus planes de pago Business.
WordPress.com recibe más de 400 millones de visitantes mensuales, que ven un total de más de 20.000 millones de páginas únicas. Cada mes se publican más de 75 millones de nuevos artículos y casi 50 millones de comentarios. Algunos de los clientes notables de WordPress.com son CNN, Forbes, BBC, Reuters, The New York Times, o Volkswagen.

## Actualizaciones
En abril de 2025, WordPress.com lanzó una herramienta innovadora de creación de sitios web impulsada por inteligencia artificial, que permite a los usuarios crear sitios web completamente funcionales a través de una interfaz conversacional. Esta nueva característica está diseñada para satisfacer las necesidades de empresarios, freelancers y bloggers que buscan una presencia profesional en línea sin requerir amplios conocimientos técnicos. Sin embargo, actualmente carece de la capacidad para manejar sitios web complejos, como plataformas de comercio electrónico.